# گسست دارین

نقشه ناحیه دارین بین کلمبیا و پاناما

گُسَستِ دارین (تلفظ: داری‌یِه‌ن) (اسپانیایی: Tapón del Darién‎) یا شکاف دارین (Darién Gap) منطقه‌ای جغرافیایی در جنوب پاناما و شمال کلمبیا است که آمریکای شمالی و جنوبی را به هم متصل می‌کند. این منطقه از جنگل‌های انبوه، زمین‌های باتلاقی، رودخانه‌ها و کوهستان‌ها تشکیل شده و به دلیل شرایط سخت و محیط خشن، یکی از غیرقابل‌دسترس‌ترین نواحی جهان به‌شمار می‌رود. با این حال، به‌عنوان تنها مسیر زمینی میان دو قاره، همواره گذرگاهی مهم برای انسان‌ها و حیات‌وحش بوده است.
گسست دارین یک فاصلهٔ تقریباً ۱۰۰ کیلومتری در بزرگراه سراسری قاره آمریکا (پان-آمریکن) است که در غیر این صورت، به‌طور پیوسته از آلاسکا تا جنوبی‌ترین نقطهٔ آرژانتین امتداد می‌داشت. این منطقه در میان جنگل‌های انبوه و باتلاق‌های دارین، در شرق پاناما و شمال غربی کلمبیا قرار گرفته است. عبور از این منطقه به دلیل شرایط جغرافیایی دشوار و جنگلی، بسیار سخت است. با این حال، از آنجا که تنها مسیر زمینی میان آمریکای شمالی و آمریکای جنوبی محسوب می‌شود، در قرن ۲۱ به یکی از مسیرهای مهم مهاجرانی که قصد سفر به ایالات متحده و کانادا را دارند، تبدیل شده است.
گسست دارین از دو بخش جغرافیایی متفاوت تشکیل شده است. در سمت کلمبیا، دلتای رود آتراتو بخش وسیعی از زمین‌های باتلاقی را دربر گرفته که عرض آن به ۸۰ کیلومتر می‌رسد. در مقابل، سمت پاناما عمدتاً جنگلی و کوهستانی است و قلهٔ تاکارکونا با ارتفاع ۱۸۴۵ متر، بلندترین نقطهٔ این منطقه محسوب می‌شود. جمعیت این منطقه عمدتاً شامل اقوام بومی امبرا-وونان و گونا است که در سال ۱۹۹۵ حدود ۸٬۰۰۰ نفر برآورد شده است. مهم‌ترین سکونتگاه‌های این ناحیه شهر لا پالما، مرکز استان دارین، و همچنین یاویزا و ال رئال در پاناما هستند.
به دلیل شرایط جغرافیایی دشوار و انزوای این منطقه، توسعه در آن بسیار محدود بوده است. فعالیت‌های اقتصادی بیشتر شامل کشاورزی کوچک‌مقیاس، دامداری و برداشت چوب می‌شود، اما در کنار آن، قاچاق انسان و مواد مخدر نیز به‌طور گسترده‌ای در این منطقه جریان دارد. یکی از چالش‌های مهم شکاف دارین این است که هیچ جاده‌ای از آن عبور نمی‌کند و در نتیجه، بزرگراه پان-آمریکن در این نقطه قطع شده است. مسیر این بزرگراه در پاناما به شهر یاویزا ختم می‌شود و پس از ۱۰۶ کیلومتر فاصله، در شهر توربو در کلمبیا ادامه پیدا می‌کند. تلاش‌هایی که در دهه‌های ۱۹۷۰ و ۱۹۹۰ برای احداث جاده در این منطقه صورت گرفت، به دلیل مشکلات محیط‌زیستی، هزینه‌های مالی و چالش‌های اجرایی با شکست مواجه شد. در حال حاضر هیچ برنامه‌ای برای ساخت جاده وجود ندارد، اما بحث‌هایی دربارهٔ راه‌اندازی سرویس کشتی یا احداث خط راه‌آهن در جریان است.
عبور از این منطقه معمولاً با قایق‌های کوچک یا پیروگ‌ها (نوعی قایق بومی) انجام می‌شود. تنها گزینهٔ دیگر برای مسافران، پیاده‌روی در مسیرهای جنگلی است که به دلیل خطرات زیاد، بسیار دشوار محسوب می‌شود. وجود حیات‌وحش کشنده، بیماری‌های گرمسیری، سیلاب‌های ناگهانی و همچنین نبود نیروی انتظامی و مراکز درمانی، باعث شده که حتی جراحات کوچک نیز در این منطقه مرگبار باشند.
با وجود همهٔ این خطرات، از دههٔ ۲۰۱۰ شکاف دارین به یکی از پرترددترین مسیرهای مهاجرتی جهان تبدیل شده است. مهاجران، به‌ویژه از هائیتی و ونزوئلا، برای رسیدن به مرز مکزیک و ایالات متحده، از این مسیر عبور می‌کنند. در سال ۲۰۱۹، تنها ۲۴٬۰۰۰ نفر از این مسیر عبور کردند، اما در سال ۲۰۲۲ این تعداد به ۲۵۰٬۰۰۰ نفر رسید. در سال ۲۰۲۳، بیش از ۵۲۰٬۰۰۰ نفر از شکاف دارین عبور کردند که بیش از دو برابر آمار سال قبل بود. افزایش چشمگیر عبور مهاجران و خطرات شدید این منطقه، شکاف دارین را به یکی از مهم‌ترین بحران‌های انسانی و امنیتی در نیمکرهٔ غربی تبدیل کرده است.

## پیشینه تاریخی
منطقهٔ دارین که در برزخ پاناما واقع شده، بین دریای کارائیب و اقیانوس آرام قرار دارد و از گذشته دروازه‌ای میان دو قاره محسوب می‌شده است. در اوایل دوران استعمار، این موقعیت جغرافیایی توجه اروپاییان را جلب کرد و در سال ۱۵۱۰، سانتا ماریا لا آنتیگوا دل دارین، به‌عنوان یکی از نخستین شهرهای اروپایی در قارهٔ آمریکا، در ساحل غربی خلیج اورابا توسط اسپانیایی‌ها بنیان‌گذاری شد. اما این شهر چند سال بعد رها شد. در قرن ۱۷، اسکاتلندی‌ها نیز تلاش کردند در این منطقه مستعمره‌ای تجاری ایجاد کنند که آن نیز به دلیل شرایط نامناسب آب‌وهوایی و جغرافیایی ناکام ماند. در نتیجه، دارین در قرن‌های بعد، به جز اقوام بومی مانند چوکو (از جمله امبرا و وونان) و کونا، جمعیت کمی داشت و تنها چندین روستا در میان جنگل‌ها پراکنده بودند. جمعیت بومی این منطقه از حدود ۱٬۲۰۰ تا ۲۵٬۰۰۰ نفر برآورد می‌شود.

## شکاف در بزرگراه سراسری
ایدهٔ ساخت یک بزرگراه پیوسته میان آمریکای شمالی و جنوبی از دههٔ ۱۹۲۰ مطرح شد و در سال ۱۹۳۷، ۱۴ کشور از جمله ایالات متحده، کنوانسیونی را برای ساخت سریع این بزرگراه امضا کردند. تا دههٔ ۱۹۷۰، بیشتر بخش‌های این مسیر ساخته شده بود، اما منطقهٔ دارین به دلیل موانع مختلف، همچنان دست‌نخورده باقی ماند. محیط‌زیست‌گرایان و جوامع بومی از تأثیرات منفی این پروژه بر جنگل‌های بارانی و تالاب‌های حساس و همچنین شیوهٔ زندگی بومیان نگران بودند. در کنار این مسائل، نگرانی از انتشار بیماری تب برفکی – که در آن زمان دام‌های آمریکای جنوبی را آلوده کرده بود – موجب تعلیق پروژه شد.
در سال ۱۹۹۲، این تعلیق لغو شد، اما مخالفت‌ها همچنان ادامه یافت. علاوه بر حفاظت از محیط زیست و حقوق بومیان، نگرانی‌هایی دربارهٔ افزایش قاچاق مواد مخدر و مهاجرت غیرقانونی در صورت تکمیل جاده وجود داشت. به این ترتیب، شکاف دارین همچنان تنها مانع ساخت کامل بزرگراه سراسری قاره آمریکا (پان-آمریکن) باقی مانده است.

## جزئیات
شکاف دارین زمین‌هایی است به طول ۱۰۶ کیلومتر بین کلمبیا و پاناما کشیده شده‌اند.
این گسست در استان دارین پاناما در آمریکای مرکزی و بخش شمالی دپارتمان Choco کلمبیا در آمریکای جنوبی واقع شده و از یاویزا در پاناما شروع می‌شود و در توربو، کلمبیا به پایان می‌رسد. دمای هوای بالا و هوای چنان غلیظی در آن وجود دارد که نفس کشیدن در آن تقریباً غیرممکن است.
راهسازی در این منطقه پرهزینه بوده و تخریب زیست‌محیطی بالایی دارد. همچنین اجماع سیاسی برای جاده‌سازی در این منطقه هنوز به وجود نیامده است. در نتیجه، هیچ ارتباط جاده ای از طریق گسست دارین که آمریکای شمالی را به آمریکای جنوبی متصل می‌کند وجود ندارد و این حلقه گمشده بزرگراه پان امریکن است.
جغرافیای گسست دارین در سمت کلمبیا عمدتاً تحت سلطه دلتای رودخانه آتراتو است که یک باتلاق مسطح به عرض حداقل ۸۰ کیلومتر ایجاد می‌کند که نیمی از این گسست را شامل می‌شود. رشته کوه سارانیا دل بائودو در امتداد سواحل اقیانوس آرام کلمبیا و تا پاناما کشیده شده است. طرف روبرو در کشور پاناما، یک جنگل بارانی کوهستانی است که ارتفاع آن از ۶۰ متر در کف دره تا ۱۸۴۵ متر در بلندترین قله با نام سرو تاکارکونا در سارانیا دل دارین می‌رسد.
همه گیاهان مانند درخت نخل چونگا برآمدگی‌های بسیار تیز پوشیده از باکتری دارند. یا موجودات خطرناکی، مثل مارهای کشنده، مورچه‌های آتشین، قورباغه‌های سمی یا مگس‌های ناقل بیماری در آن سکنی گزیده‌اند.
بزرگراه سراسری قاره آمریکا شبکه‌ای از جاده‌ها به طول حدود ۳۰۰۰۰ کیلومتر است که از کل آمریکای شمالی، مرکزی و جنوبی به استثنای گسست دارین می‌گذرد. در سمت آمریکای جنوبی، بزرگراه در منطقه توربو در کشور کلمبیا خاتمه می‌یابد. در سمت پاناما، پایانه جاده شهر یاویزا است. این جدایی خط مستقیم حدوداً ۱۰۰ کیلومتر است که در این بین زمین‌های باتلاقی و جنگلی قرار دارند.